# Chiesa di San Luigi Gonzaga Religioso (Papozze)
La chiesa di San Luigi Gonzaga Religioso è la chiesa parrocchiale di Panarella, frazione del comune di Papozze.
Edificata nella seconda metà del XVIII secolo su iniziativa della famiglia De' Lardi (o Lardi) nei pressi dell'abitazione di famiglia, villa Lardi, nel centro dell'abitato, situato vicino all'argine sinistro del vicino fiume Po, integra parte della struttura della preesistente cappella gentilizia nella parte posteriore sinistra della villa.
Intitolata a Luigi Gonzaga, religioso della Compagnia di Gesù e venerato come santo dal 1726, è, nella suddivisione territoriale della chiesa cattolica, collocata nel vicariato di Adria-Ariano, a sua volta parte della Diocesi di Adria-Rovigo.

## Descrizione

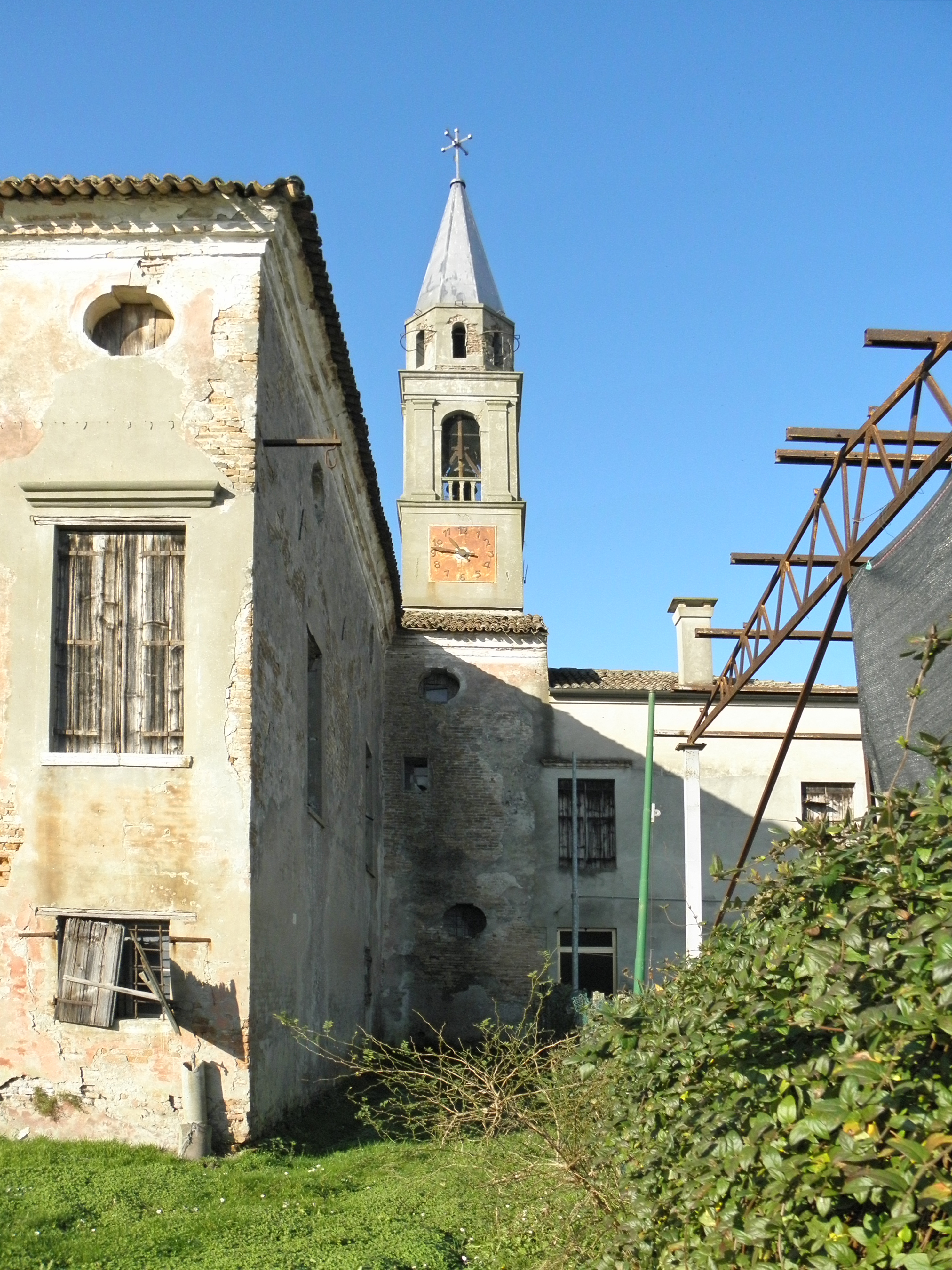
Vista del campanile e della parte sinistra di villa Lardi

L'edificio sorge nella parte centrale dell'abitato, con orientamento Nord-Sud, affacciato a una piazzetta e lambendo la vicina villa Lardi nel suo lato posteriore sinistro.
La facciata è tripartita, del tipo a capanna, di gusto neoclassico, caratterizzata dalla presenza di quattro lesene su alti basamenti in ordine dorico, le due esterne rinserrate agli angoli dell'edificio, le due interne che vedono aprirsi al loro centro l'unico sobrio portale, rettangolare, sormontato da un frontone triangolare e, sopra di esso, da una cornice rettangolare, ad angoli svasati, priva di iscrizioni al suo interno. Le lesene sorreggono una trabeazione che divide la parte superiore coronata da un frontone triangolare, con timpano a cornice semplice, al cui vertice è collocata, sopra una colonnina, una croce metallica decorata.
Nei fronti laterali si aprono finestroni a lunetta e in aggetto i volumi delle quattro cappelle votive, due per lato, e sul lato destro quelli della sagrestia e della canonica.
Il campanile, dotato di orologio, si discosta dall'edificio della chiesa, occupando parte della struttura di villa Lardi.